# Медаль Отто Гана
Медаль Отто Гана (нем. Otto-Hahn-Medaille) присуждается Обществом Макса Планка молодым ученым и исследователям в области естественных и общественных наук. Медаль получила свое название в честь немецкого химика и лауреата Нобелевской премии Отто Хана, который был первым президентом Общества Макса Планка с 1948 по 1960 год.
Медалью ежегодно награждаются не более тридцати молодых ученых в знак признания их выдающихся научных достижений. В каждой из трех тематических секций выбираются до десяти лауреатов: 1) Биология и медицина, 2) Химия, физика, инженерное дело и 3) Общественные науки. Медаль сопровождается денежной премией в размере 7500 евро. Лауреаты награждаются в Германии во время церемонии на ежегодном Общем собрании Общества Макса Планка.

## Известные лауреаты
- Ральф Адамс, биохимик
- Сюзанна Альберс, ученый-компьютерщик, лауреат премии Лейбница 2008 г.
- Нико Беренвинкель, математик
- Мартин Бенеке, физик-теоретик, лауреат премии Лейбница 2008 г.
- Иммануил Блох, физик-экспериментатор, лауреат премии Лейбница 2004 г.
- Гвидо Бюнсторф, экономист
- Деметриос Христодулу, математик, научный сотрудник Макартура 1993 г.
- Бьянка Диттрих, физик-теоретик
- Рейнхард Гензель, астрофизик, лауреат Нобелевской премии 2020 года.
- Дэниел Гольдштейн, когнитивный психолог
- Кристиана Кох, физик, 2002 г.
- Джулиана Кокотт, генеральный адвокат Суда Европейского Союза
- Максим Концевич, математик, медалист Филдса 1998 г.
- Райнер Мауэрсбергер, астроном
- Томазо Поджо, нейробиолог
- Тилман Ширмер, структурный биолог
- Вольфганг П. Шляйх, физик-теоретик, лауреат премии Лейбница 1995 г.
- Таня Сингер, нейробиолог
- Матиас Штайнмец, астроном, научный сотрудник Packard 1998 г.
- Фридрих-Карл Тилеманн, астрофизик
- Дитмар Вествебер, биохимик, лауреат премии Лейбница 1998 г.
- Виола Фогель, биоинженер
- Юлия Ворхольт, микробиолог